# Prawnacz
Prawnacz słow. Pravnáč, 1206 m) – szczyt w Górach Choczańskich w Centralnych Karpatach Zachodnich na Słowacji.
Masyw Prawnacza wznosi się w zachodniej części grupy Prosiecznego, pomiędzy Doliną Sesterską (Sestrčská dolina) na zachodzie a Doliną Liptowskiej Anny (Svätoanenská dolina) na wschodzie. Na północy masyw Prawnacza poprzez Przetarganą Przełęcz (Sedlo prietržná, 1095 m) łączy się z masywem Heliasza (Heliaš), natomiast na południu opada stromym, litym zboczem ku Kotlinie Liptowskiej.
Dolne partie masywu zbudowane są w większości z dolnokredowych margli i marglistych wapieni, natomiast wyższe partie buduje lita czapa wapieni pochodzących ze środkowego triasu. Wierzchowina masywu jest dość rozległa i stosunkowo płaska, tym niemniej skalisty wierzchołek jest wyraźnie zaznaczony. Na wysokości 1000–1100 m  szczyt otacza wyraźny, choć nieciągły pas urwisk i skalnych ścian z bogatą florą wapieniolubną. Cały masyw jest zalesiony.
Prawnacz jest dość często odwiedzany, m.in. dla ładnej panoramy ze szczytu, obejmującej znaczną część Kotliny Liptowskiej oraz otaczające ją grupy górskie Tatr Niżnych i Wielkiej Fatry. Przez szczyt prowadzi zielono znakowany szlak turystyczny.

## Szlak turystyczny
zielony z Liptowskiej Anny. 1,5 h (z powrotem 1 h);
 zielony z przełęczy Równe przez Heliasza. 1 h (z powrotem 45 min).